# Platina
A platina (do espanhol platina, diminutivo de plata, prata) é um elemento químico de símbolo Pt de número atômico 78 (78 prótons e 78 elétrons), e de massa atômica igual a 195,08 u (78 u de prótons e 117,1 u de nêutrons). Ele é um elemento químico denso, maleável, dúctil, tem pouca reatividade, precioso, tem coloração prata branqueada e é um metal de transição. Seu nome deriva do termo espanhol platina, do qual sua tradução literal é "pequena prata".
A platina é membro do grupo de platina e está no Grupo 10. Ela tem naturalmente seis isótopos. Ela é um elemento químico escasso, do qual se encontra em média na litosfera aproximadamente 5 μg/kg. Ela está especialmente nos depósitos dos minérios de níquel e cobre, principalmente na África do Sul, que responde por 80% da produção mundial. Por causa da sua escassez na crosta da Terra, já que são produzidas somente alguns milhões de toneladas, é considerado o metal mais caro e precioso.[carece de fontes?]

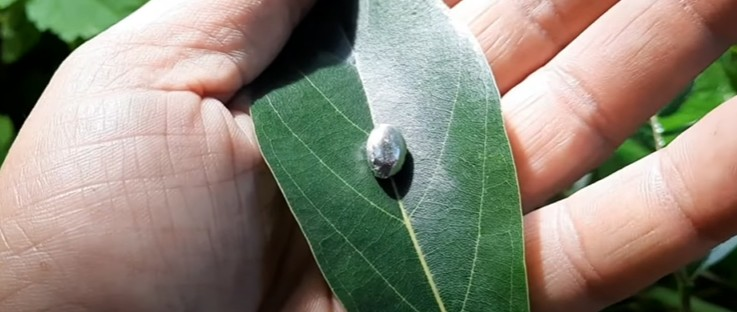
Através do minério da cidade de Curió, Pará, Brasil, que foi submetido a um experimento hidrometalurgico, o resultado final do processo após a redução do sal amarelo de platina com cloreto de amônio NH_{4}Cℓ, após a queima, resultou no metal Platina.

A platina é um precioso elemento químico com baixa reatividade. E tem uma extraordinária resistência à corrosão, inclusive sob altas temperaturas, e é também considerada um metal nobre. Consequentemente, a platina é geralmente descoberta pela produção de um fase da platina com outro elemento químico. Como a platina é encontrada naturalmente nos aluviões de diversos rios, ela foi utilizada pela primeira vez pelos nativos pré-colombianos da América do Sul para produzir artefatos. O seu primeiro registro na Europa data do Século XVI. Porém somente com Antonio de Ulloa vieram a conhecê-lo em 1735, porém só foi publicado à Europa em 1748.
A platina é utilizada nos conversores catalíticos, nos equipamentos de laboratório, nos contatos elétricos e nos eletrodos, nas termorresistências, nos equipamentos odontológicos e na indústria de joias. Como é considerado um metal pesado, ele conduz a muitos problemas de saúde sob o contato de seus sais, apesar de não ser um elemento químico tóxico.
Os compostos que contém platina, especialmente a cisplatina são aplicados no tratamento de quimioterapia para certos tipos de câncer.

## Características principais

### Físicas
A platina em seu estado nativo é um material de coloração branca acinzentada opaca, precioso, maleável e dúctil. Ela é mais dúctil do que o ouro, a prata ou o cobre, assim sendo entre os metais puros o mais dúctil, porém menos maleável do que o ouro. A pureza deste elemento torna-o mais duro que o ferro em estado nativo. A platina tem uma excelente resistência à corrosão, e é um material com estabilidade em suas propriedades elétricas e sob altas temperaturas, porém ele é corroído por halogênios, cianetos, sulfetos e alcalinos cáusticos. A platina é insolúvel em ácido clorídrico e ácido nítrico, porém dissolve-se em água régia aquecida produzindo o ácido cloroplanítico, H2PtCl6.
Suas propriedades físicas e líquidas estáveis o fazem convenientes nas aplicações industriais. Sua resistência ao desgaste e sua opacidade é muito requisitada em joias de alto valor comercial.

### Químicas

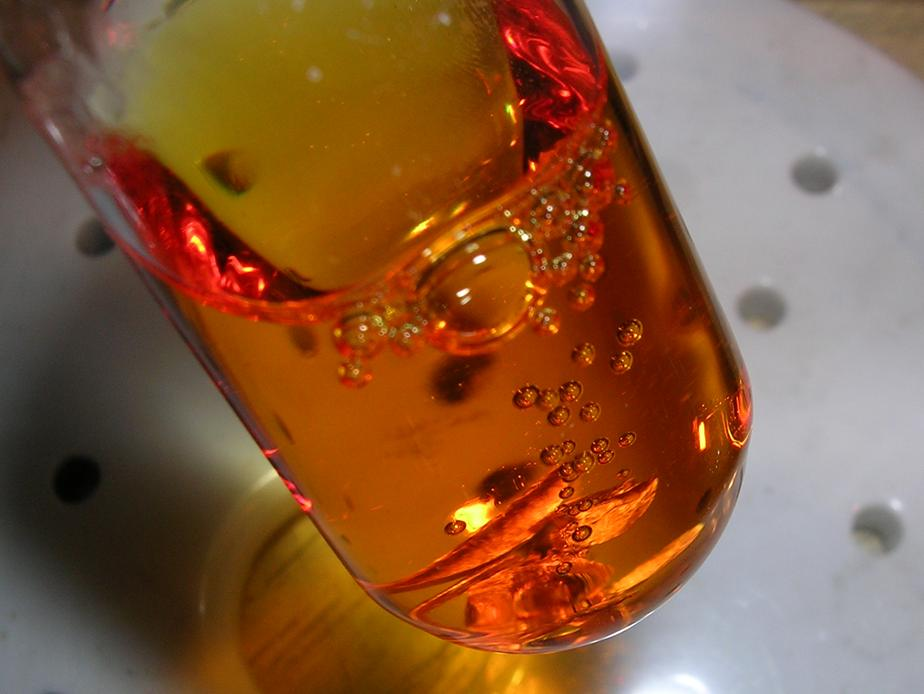
A platina dissolve em água régia aquecida.

O estado de oxidação mais comum da platina são os +2 e +4. Os estados de oxidação +1 e +3 são mais complexas de encontrar, e são somente estabilizadas por uma ligação metálica em espécies bimetálicas (ou polimetálicas). Como é esperado, os compostos de platina (II) tetracoordenados tendem a adotar 16 elétrons de valência. Embora a platina é geralmente inerte, ela dissolve a água régia produzido o ácido cloroplatínico aquoso (H2PtCl6):
Pt + 4 HNO3 + 6 HCl → H2PtCl6 + 4 NO2 + 4 H2O
De acordo com a teoria HSAB, a platina tem uma grande afinidade com os sulfetos, como o dimetilsulfóxido; os numerosos completos de DMSO tem sido apresentados e podem ser utilizados na seleção de solventes reativos.

### Obtenção

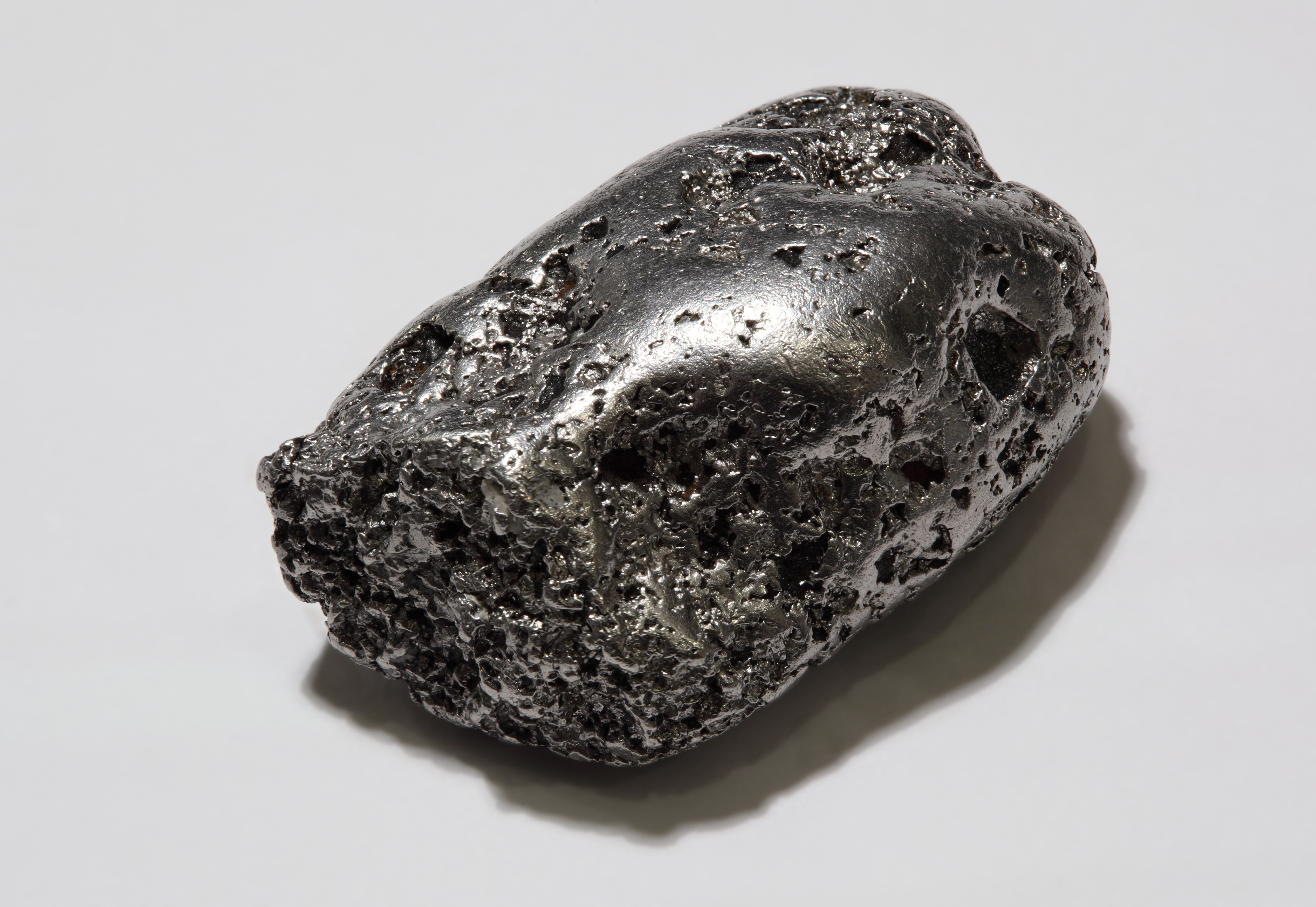
Pepita de platina extraída da mina Kondyor em Krai de Khabarovsk, Rússia.

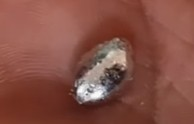
Pepita de Platina.

A platina pode ser obtida através de processos conhecidos como: pela amalgamação, pela fusão e destilação fracionada, pela eletrólise ígnea da água com óxido de platina e processos de hidrometalurgia como água régia.

## Compostos

### Haletos
O ácido hexacloroplatina é mencionado como o mais importante composto da platina, do qual serve como um precursor para outros compostos de platina. Por si só, ele tem várias aplicações na fotografia, nas gravuras de zinco, nas tintas indeléveis, na galvanização, nos espelhos, nas tintas de porcelana e como um catalisador.
O tratamento do ácido hexacloroplatina com um sal de amônia, como o cloreto de amónio, forma o hexacloroplatina de amônia, que é um produto relativamente insolúvel nas soluções de amônia. Aquecendo este sal de amônia na presença de hidrogênio, temos uma reação de redução que produz a platina. A hexacloroplatina de potássio é similarmente insolúvel, e o ácido hexacloroplatina tem sido utilizado na determinação de íons de potássio por gravimetria.
Quando o ácido hexacloroplatina é aquecido, ele se decompõe no cloreto de platina (IV) e o cloreto de platina (II) e a platina, embora as reações não ocorram gradualmente:
(H3O)2PtCl6·nH2O  PtCl4 + 2 HCl + (n + 2) H2O
PtCl4  PtCl2 + Cl2
PtCl2  Pt + Cl2
Todas as três reações são reversíveis. Tais reações também ocorrem com o brometo de platina (II) e o brometo de platina (IV). O hexafluoreto de platina é um forte oxidante, sendo capaz de oxidar o oxigênio.

### Óxidos
O óxido de platina (IV), PtO2, também conhecido como catalisador de Adams é um pó preto que é solúvel em soluções de KOH e ácidos concentrados. PtO2 e o menos comum PtO em que ambas as substâncias produzem calor. O óxido de platina (II,IV), Pt3O4, é formado na reação abaixo:
2 Pt2+ + Pt4+ + 4 O2− → Pt3O4
A platina forma também um trióxido, que está presente o estado de oxidação +4.

## Aplicações

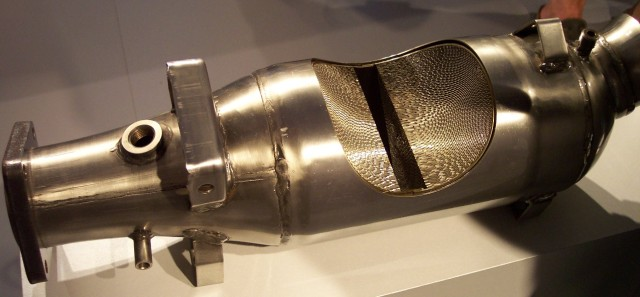
Vista parcial de um conversor catalítico

Cerca das 245 toneladas de platina vendidas em 2010, 113 toneladas foram utilizados nos aparelhos de controle de emissão de poluentes (46%), 76 toneladas para o ramo da joalheria (31%). O restante, cerca de 35,5 toneladas foi utilizado para várias outras aplicações minoritárias, como nas aplicações financeiras, nos eletrodos, nos fármacos anti-cancerígenos, nas sondas lambda, nas velas de ignição e nas turbinas.

### Catalisador
A principal aplicação da platina é como catalisador nas reações químicas, muitas vezes a platina preta. Ele tem sido empregado como um catalisador desde o século XVI, quando a platina preta foi utilizada como catalisador na ignição do hidrogênio. A aplicação mais importante está na indústria automobilística como um conversor catalítico, quando permite a combustão completa em baixa concentração de hidrocarbonetos que não rendem a combustão para a exaustão de dióxido de carbono e vapor de água. A platina é também utilizada na indústria petrolífera como um catalisador em diversos processos, em especial na reforma catalítica da nafta de gasolina com alta octanagem quando são ricos em compostos aromáticos. O PtO2, também conhecido como catalisador de Adams, é conveniente como um catalisador de hidrogênio, especialmente nos óleos vegetais. A platina metálica também catalisa sob decomposição do peróxido de hidrogênio submerso em água ou em gás oxigênio.

### Padrões do SI

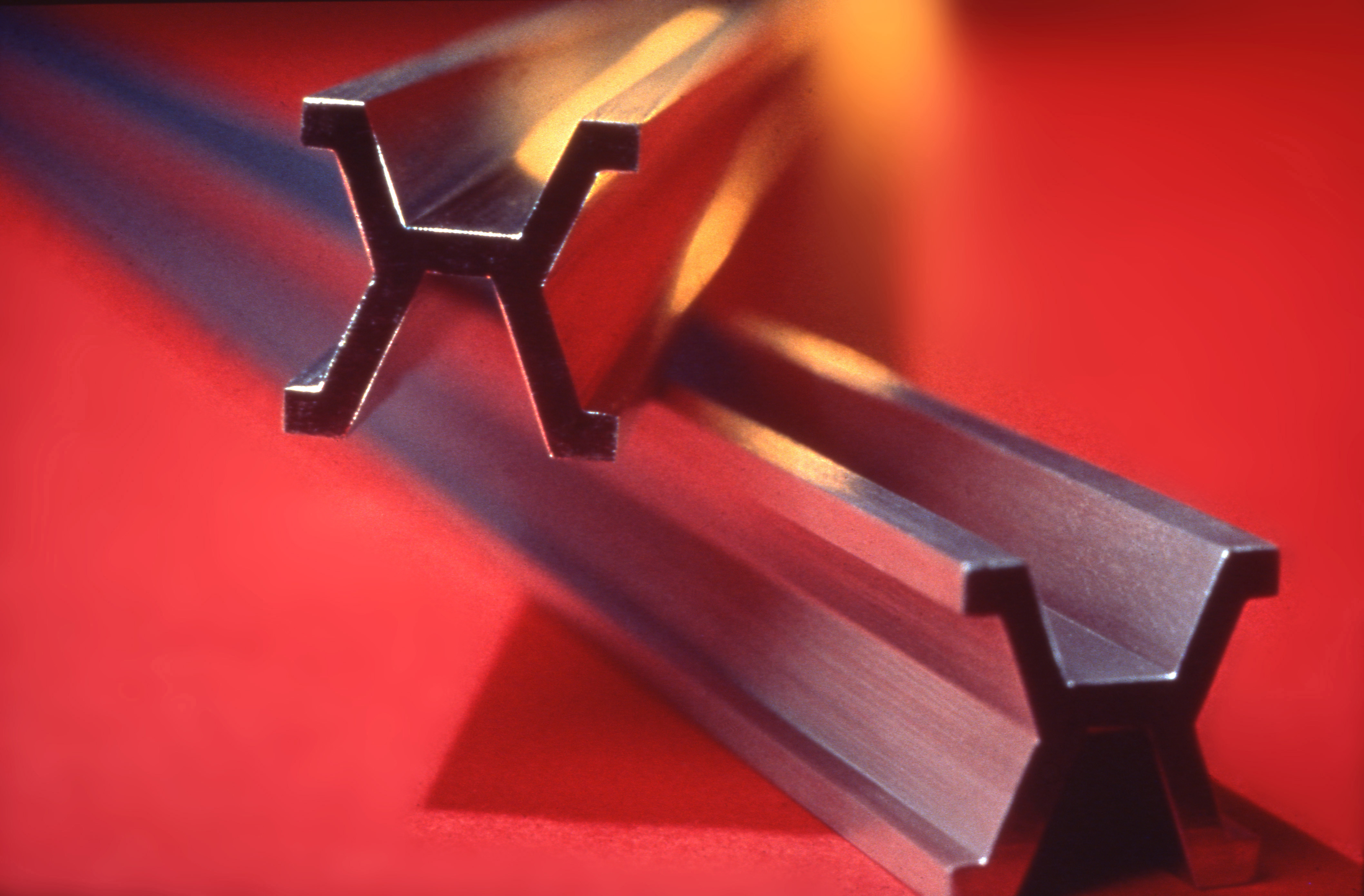
Protótipo da barra de um metro no Sistema Internacional

De 1889 até 1960, o metro foi definido pelo comprimento de barra de liga de platina-irídio (90%:10%), conhecido como a barra de protótipo de metro do Sistema Internacional. A primeira barra foi feita de platina de 1799. O protótipo do quilograma de sistema Internacional foi definida com um cilindro feito de liga de platina-irídio em 1879.
O eletrodo padrão de hidrogênio também utiliza um pó de platina eletrolítica devido sua resistência a corrosão, e outras atribuições.

### Símbolo de prestígio

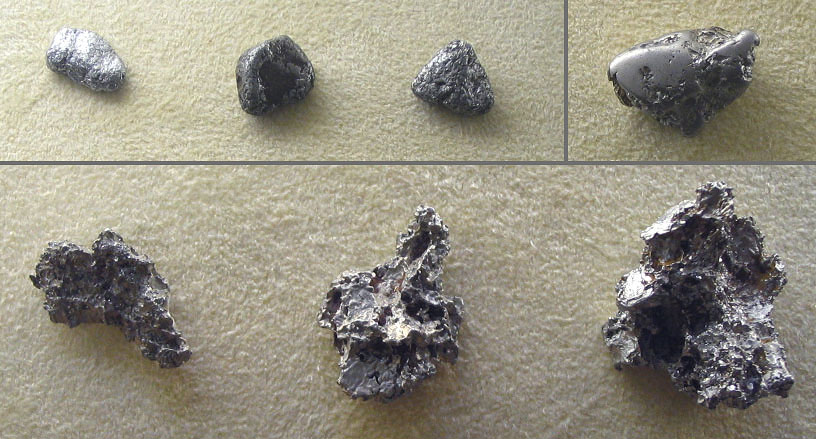
Um sortimento de pepitas de platina nativa.

Como a platina é um elemento químico raro, muitos publicitários associam ele a saúde e exclusividade. Os cartões de crédito "Platinum" (Platina) tem mais benefícios se comparado com o cartões "Gold" (Ouro). Sendo de que nenhum deles realmente costuma conter tais elementos em sua composição.

### Outras aplicações
- Farda militar, usado no ombro para comunicar a patente.
- Empregado no acabamento de armas de luxo, principalmente para engastes e detalhes em canos raiados;
- Fabricação de utensílios cirúrgicos, como pregos, tubos para ensaios e outros;
- Em odontologia protética para implantes e fixação de brocas;
- Usado nas pontas das velas de ignição dos lança-chamas a explosão e nas pontas dos para-raios;
- Utilizado para a produção de luvas que resistem a altas temperaturas;
- Implantes em medicina, como o DIU (Dispositivo Intra Uterino);
- Fabricação de instrumentos musicais, odontológicos e eletromagnéticos.
- Em medicamento no combate contra o câncer, na quimioterapia;
- Utilizado na indústria cerâmica como elemento decorativo em azulejos.

## História
Os povos andinos descobriram a platina e a utilizavam como substituto da prata.
Foi conhecido pelos espanhóis, em 1735, quando o navegador, explorador e astrônomo espanhol Antonio de Ulloa chegou à América do Sul.

Este símbolo da alquimia da platina foi feito pela união dos símbolos da prata e ouro.

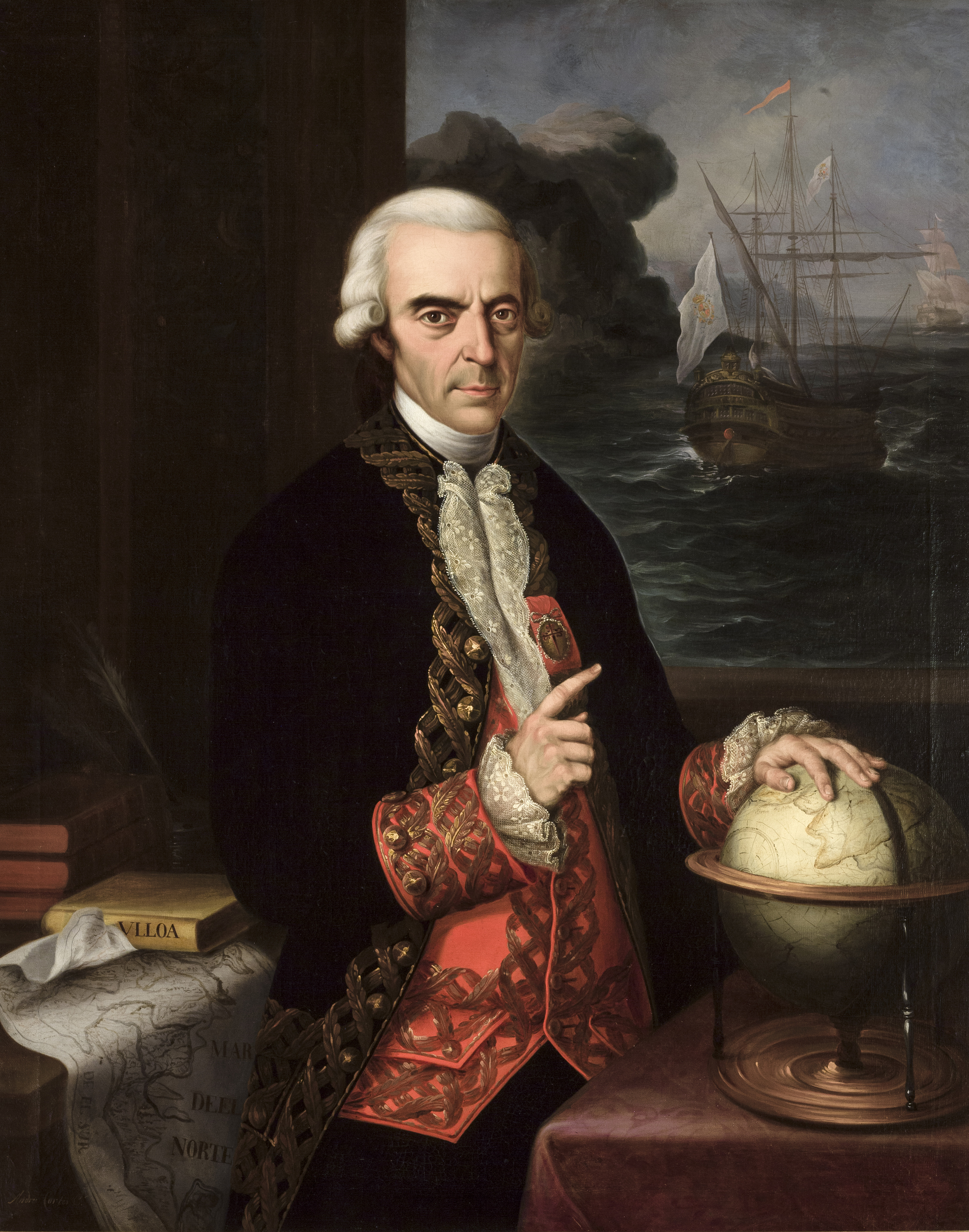
Antonio de Ulloa é considerado o descobridor da platina.

Em 1741, foi levada para a China. Durante alguns séculos foi utilizada para falsificar o ouro, devido à semelhança de densidade. Charles Wood, um metalúrgico, encontrou várias amostras de platina colombiana na Jamaica, onde ele enviou para William Brownrigg para investigação. Antonio de Ulloa, também batizado como descobridor da platina, retornou da Espanha após da Missão Geodésica da França em 1746 cumprindo oito anos de jornada. Conta-se que durante esta expedição descreveu que o processo de calcinação da platina é insubstituível, antecipando as descobertas das minas de platina. Após publicar este estudo em 1748, ele parou de pesquisar este novo metal. Em 1758, ele foi enviado para superintender as operações de mineração de mercúrio em Huancavelica.
Em 1786, Carlos III da Espanha proporcionou uma biblioteca e um laboratório para Pierre-François Chabaneau para auxiliar em suas pesquisas sobre platina. Chabaneau sucedeu na remoção de diversas impurezas no minério com platina, incluindo ouro, mercúrio, chumbo, cobre e ferro. Isto liderou um trabalho do qual acreditava que ele estava trabalhando com um metal simples, porém confiava que a rocha continha algum elemento químico desconhecido dos platinoides. Isto levou a resultados inconsistentes em seus experimentos. Na época, observou que a platina parecia maleável, porém quando ele ligou com irídio, ele se tornou muito mais frágil. Ocasionalmente o material sofria uma combustão completa, porém quando ligou com ósmio, ele se um material mais volátil. Depois de alguns meses, ele conseguiu produzir 23 quilogramas pura, a platina maleável foi produzida por martelamento e por compressão pela forma de esponja embora com a coloração rubro-branca. Também estudou as propriedades da invisibilidade da platina podem emprestar na produção de objetos, e junto com Joaquín Cabezas começaram a produzir comercialmente os lingotes e utensílios de platina. Isso iniciou o que é conhecido como "Idade da Platina" na Espanha.
Em 1824, foi encontrada em grande quantidade na Rússia (montes Urais), passando a ser comercializada.
Em 2007, Gerhard Ertl ganhou o Prêmio Nobel de Química por determinar detalhadamente os mecanismos moleculares das oxidações do monóxido de carbono em um conversor catalítico de platina.

## Formas
A platina pode ser encontrada na forma metálica. Desta forma nativa é encontrada como grãos arredondados ou achatados denominados pepitas de platina. Em geral é encontrada associada com outros metais como o titânio, o ósmio, o irídio, o paládio e o ródio ou na forma de óxido. Na forma combinada é encontrada principalmente no mineral sperrilita.
Os maiores produtores mundiais de platina são África do Sul (mais de 80%), Rússia e Canadá.
Devido a sua escassez a platina é mais valiosa do que o ouro e a prata, embora não seja tão cobiçada.
Curiosamente a crosta lunar apresenta alta concentração de platina, porém de exploração inviável.

## Produção mundial
| 1. | África do Sul  | 133,0 |
| 2. | Rússia         | 24,0  |
| 3. | Zimbabwe       | 13,5  |
| 4. | Canadá         | 7,8   |
| 5. | Estados Unidos | 4,1   |

Fonte: USGS.